# Torre Ejecutiva Pemex
Torre Ejecutiva Pemex («Исполнительная башня Pemex») — небоскрёб в Мехико, Мексика, где находится штаб-квартира государственной нефтегазовой компании Petroleos Mexicanos, или Pemex.
Высота 52-этажного здания составляет 211 метров, с учётом надстройки на крыше общая высота составляет 214 метров. Строительство было начато в 1980 и завершено в 1984 году.

## Взрыв 2013
31 января 2013 года в башне произошёл взрыв бытового газа, который унес жизни 33 человек, 121 были ранены. Президент страны Энрике Пенья Ньето 1 февраля объявил трехдневный национальный траур по погибшим в результате взрыва.